# Kunsthalle Bremen
Kunsthalle Bremen – muzeum sztuki w Bremie.

## Historia
Muzeum zostało założone przez Stowarzyszenie Sztuki w Bremie istniejące od 1823 roku. Jest to jedno z pierwszych stowarzyszeń artystycznych w Niemczech, które prowadzi muzeum do dnia obecnego z własnych funduszy. Budynek muzeum został wzniesiony w latach 1847–1849, na terenach podarowanych przez władze miasta, a jego projekt wykonał bardzo młody wówczas niemiecki architekt Lüder Rutenberg. Jego praca została wybrana na podstawie przeprowadzonego konkursu. Projekt budynku zakładał prosty dwukondygnacyjny budynek z arkadową fasadą. W latach 1898–1902, w celu powiększenia powierzchni ekspozycji, budynek zmodernizowano. Remont został sfinansowany z datków kupców Carla Schüttego, Hermanna Melchersa i Josepha Hacheza. Wykonawcami byli dwaj architekci Albert Dunkel i Eduard Gildemeister. Dunkel zaprojektował nową fasadę oraz rozbudowę budynku wraz z przystosowaniem wnętrz do ekspozycji.

## Kolekcja
Kolekcja dzieł obejmuje okres od XIV wieku do XXI i koncentruje się głównie na rzeźbie i malarstwie europejskim od średniowiecza do współczesności, fotografii, międzynarodowej sztuce nowych mediów oraz gromadzi liczne grafiki i rysunki.
Większa część kolekcji związana jest ze sztuką niemiecką i francuską; kolekcja składa się z prac artystów skupionych wokół tzw. szkoły z Barbizon, nabistów, kolekcji obrazów Eugène Delacroix, niemieckich i francuskich impresjonistów, obrazów i grafik Pabla Picassa oraz Maxa Beckmanna, Pauli Modersohn-Becker i niemieckich ekspresjonistów.
W Kunsthalle znajduje się ponadto 200 tysięcy rysunków i arkuszy graficznych, w tym grafiki Albrechta Dürera i 350 grafik Picassa. W odpowiednich salach prezentowane są materiały audiowizualne, m.in. wystąpienie Johna Cage’a „Writing Through On The Duty of Civil Disobedience”.